# آلبرت دیونخه
آلبرت دیونخه (انگلیسی: Albert Dejonghe; ۱۴ فوریهٔ ۱۸۹۴ – ۲۳ فوریهٔ ۱۹۸۱) دوچرخه‌سوار اهل بلژیک بود.